# شارلوت آن لاوز
شارلوت آن لاوز، (متولد ۱۱ مه ۱۹۶۰) نویسنده آمریکایی، مجری برنامه گفتگو، مدافع حقوق حیوانات، فعال ضد انتقام پورنو، سیاستمدار سابق لس آنجلسی و بازیگر است. لاولز یکی از همکاران سابق بی‌بی‌سی نیوز است و از سال ۲۰۰۹ تا ۲۰۱۳ مفسر هفتگی در کانال KNBC-TV The Filter با فرد راگین بود. او همچنین مجری برنامه اینترنتی «زن هر راه» ( ۲۰۰۸–۲۰۱۳) بود و از اکتبر ۲۰۰۷ تا سپتامبر ۲۰۱۰ میزبان یک برنامه تلویزیونی محلی به نام «عقل غیرمعمول» بود.
لاولز بازیگری را در آکادمی تئاتر آتلانتا، استودیوی بازیگری جو برنارد در لاس وگاس و کارگاه بازیگران استل هارمن در لس آنجلس آموخت. او تا اواخر ۲۰ سالگی به عنوان مدل و بازیگر در سینما و تلویزیون کار می‌کرد. او به عنوان یک استندآپ کمیک در لس آنجلس اجرا کرده‌است.